# Philippe Jouslard d'Iversay
Philippe Jean Dominique Jouslard d'Iversay est un homme politique français né le 29 octobre 1728 au château d'Yversay (Vienne) et décédé le 15 septembre 1804 à Poitiers (Vienne).
Propriétaire, il est membre de l'Assemblée du Poitou en 1787, puis est député de la noblesse aux États généraux de 1789 pour la sénéchaussée du Poitou. Il s'oppose aux réformes et émigre en 1791, pour rejoindre l'armée des princes et ne rentre en France qu'en 1801.

## Sources
- « Philippe Jouslard d'Iversay », dans Adolphe Robert et Gaston Cougny, Dictionnaire des parlementaires français, Edgar Bourloton, 1889-1891 [détail de l’édition]